# Доходный дом Иванова (Казань)
Доходный дом Иванова — здание в историческом центре, в Вахитовском районе г. Казани, построенное в середине XIX века. Является объектом культурного наследия регионального (республиканского) значения.

## Описание
Здание трёхэтажное, кирпичное, является характерным памятником позднего классицизма. Архитектурная композиция и декоративное убранство фасадов соответствуют классической схеме построения. Окна второго этажа значительно больших размеров, чем третьего, размещённых между пилястрами портика и через одно окно справа и слева от него, кроме обрамления тяги, украшены сандриками в виде полок с лепными венками под ними, остальные четыре окна имеют только обрамление и подоконную тягу. Входы в магазины устроены с улицы, а в подсобные и складские помещения первого этажа, а также на жилые второй и третий этажи — со двора. В крайних проёмах третьего этажа и в проеме по центральной оси размещались балконы с ажурной металлической решёткой интересной художественной работы, которые ныне уже утрачены. На первом этаже по центральному фасаду устроен сквозной проезд во двор.

## История
Дом Иванова выстроили в 1840 г. по проекту архитектора Ф. И. Петонди для именитого казанского купца Иванова. Как и все дома в близ лежащих кварталах, дом имел большие подвалы и был вытянут в глубь квартала. Наряду с домом Жарова дом Иванова являлся одним из первых доходных домов Казани.

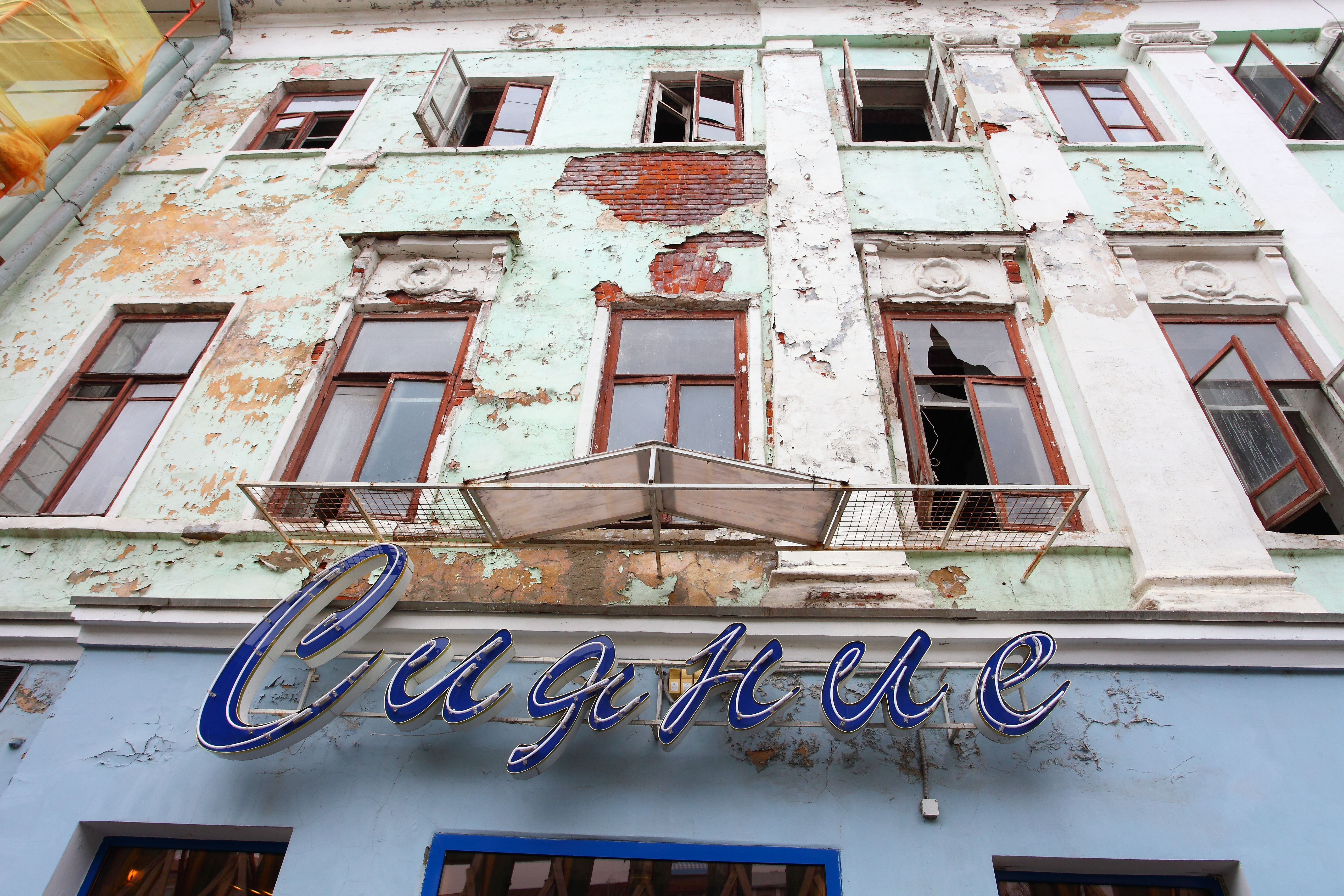
Доходный дом Иванова до реставрации, 2012 год

В XIX веке в этом доме находилась одна из старейших фотографий Казани — фотография Вяткина. Позже, по-соседству с фотографией размещалось товарищество Гутмана, которое занималось изготовлением посуды и осветительных приборов. И еще стоит сказать о кухмистерской Чистова: здесь в дни коронации Александра II в 1883 году выдавалось бесплатно по 500 обедов в день для неимущих, и каждый обед состоял из двух блюд с квасом. При ремонте в середине XX века была забетонирована чугунная доска с рельефной надписью «Буфет и столовая внизу» — вделанная в пол, это была последняя старинная казанская вывеска.

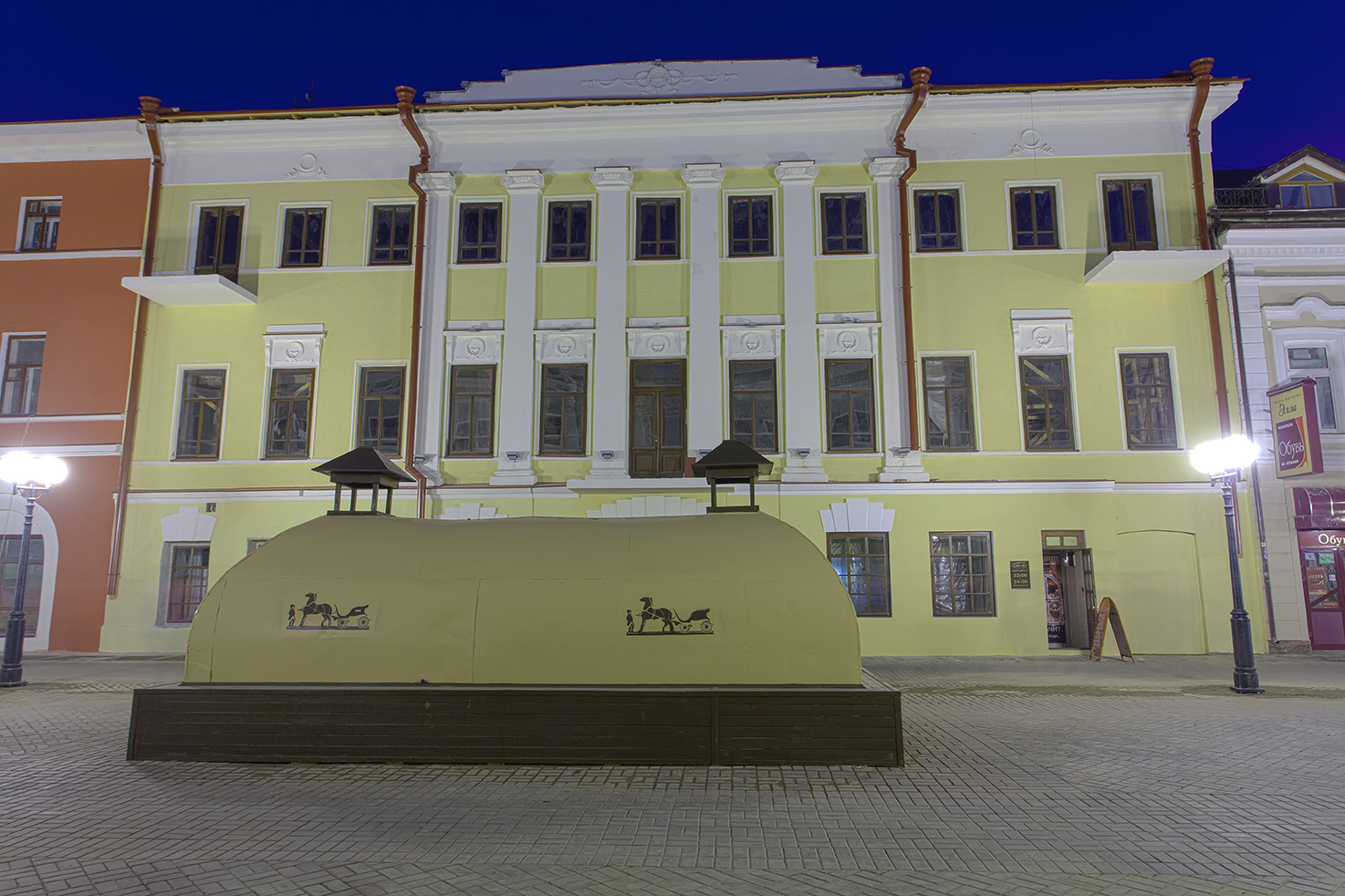
Доходный дом Иванова, 2013 год, ночь

В советское время в данном здании располагались квартиры. Но после того как жильцы были отселены, помещения на протяжении нескольких лет пустовали и начали постепенно разрушаться, использовались только площади первого этажа, а на момент передачи объекта на реставрацию здание уже находилось в аварийном состоянии.
В таком плачевном виде здание было передано Инвестиционной группе компаний ASG в начале 2012 года в рамках государственно-частного партнерства между Мэрией Казани и Инвестиционной группой компаний ASG для совместной деятельности по развитию казанской агломерации и участии ASG в работе по восстановлению и реконструкции исторического центра города, заключенного 16 февраля 2012 года
В настоящее время закончена реставрация фасада, идет работа над внутренними интерьерами здания.